# Nuncia arcuata
Nuncia arcuata is een hooiwagen uit de familie Triaenonychidae.